# 敦达加堂区
敦达加堂区是拉脱维亚库尔兰地区，塔爾西市鎮下辖的一个行政单位。敦达加堂区是拉脱维亚面积最大的堂区。

## 敦达加堂区内的村庄
- 敦达加（英语：Dundaga）